# Luis Angulo
Luis Miguel Angulo (Magüí, 23 marzo 2004) è un calciatore colombiano, centrocampista del Central Córdoba (SdE) in prestito dal Talleres (C).

## Caratteristiche tecniche
Gioca come ala sinistra.

## Carriera

### Club
Angulo è cresciuto nel settore giovanile dell'Alianza Petrolera, con cui ha debuttato il 17 aprile 2021 nell'incontro di Categoría Primera A pareggiato 1-1 contro l'Envigado. Ha realizzato la prima rete il 31 agosto successivo, nella trasferta vinta 2-1 contro l'Atlético Bucaramanga.
Il 1º agosto 2023 è stato acquistato a titolo definitivo dal Talleres (C), con cui ha firmato fino al 2027. Impiegato poco nei mesi successivi, il 15 marzo 2024 è stato prestato al Platense fino a dicembre.

### Nazionale
Ha giocato nelle nazionali giovanili colombiane.

## Statistiche

### Presenze e reti nei club
Statistiche aggiornate al 14 maggio 2025.
| Stagione                     | Squadra                      | Campionato                   | Campionato | Campionato | Coppe nazionali | Coppe nazionali | Coppe nazionali | Coppe continentali | Coppe continentali | Coppe continentali | Altre coppe | Altre coppe | Altre coppe | Totale | Totale | Totale |
| Stagione                     | Squadra                      | Comp                         | Pres       | Reti       | Comp            | Pres            | Reti            | Comp               | Pres               | Reti               | Comp        | Pres        | Reti        | Pres   | Reti   |        |
| ---------------------------- | ---------------------------- | ---------------------------- | ---------- | ---------- | --------------- | --------------- | --------------- | ------------------ | ------------------ | ------------------ | ----------- | ----------- | ----------- | ------ | ------ | ------ |
| 2021                         | Alianza Petrolera            | A                            | 8          | 1          | CC              | 4               | 0               | -                  | -                  | -                  | -           | -           | -           | 12     | 1      |        |
| 2022                         | Alianza Petrolera            | A                            | 27         | 1          | CC              | 0               | 0               | -                  | -                  | -                  | -           | -           | -           | 27     | 1      |        |
| 2023                         | Alianza Petrolera            | A                            | 21         | 3          | CC              | 0               | 0               | -                  | -                  | -                  | -           | -           | -           | 21     | 3      |        |
| Totale Alianza Petrolera     | Totale Alianza Petrolera     | Totale Alianza Petrolera     | 56         | 5          |                 | 4               | 0               |                    | -                  | -                  |             | -           | -           | 60     | 5      |        |
| 2023                         | Talleres (C)                 | PD                           | 0          | 0          | CA+CdL          | 1+3             | 0               | -                  | -                  | -                  | -           | -           | -           | 4      | 0      |        |
| 2024                         | Talleres (C)                 | PD                           | 0          | 0          | CA+CdL          | 0+1             | 0               | -                  | -                  | -                  | -           | -           | -           | 1      | 0      |        |
| Totale Talleres (C)          | Totale Talleres (C)          | Totale Talleres (C)          | 0          | 0          |                 | 5               | 0               |                    | -                  | -                  |             | -           | -           | 5      | 0      |        |
| 2024                         | Platense                     | PD                           | 3          | 0          | CA+CdL          | 2+2             | 0               | -                  | -                  | -                  | -           | -           | -           | 7      | 0      |        |
| 2024                         | Central Córdoba (SdE)        | PD                           | 17         | 3          | CA+CdL          | 3+0             | 0               | -                  | -                  | -                  | -           | -           | -           | 20     | 3      |        |
| 2025                         | Central Córdoba (SdE)        | PD                           | 16         | 1          | CA              | 1               | 0               | CL                 | 5                  | 1                  | SA          | -           | -           | 22     | 2      |        |
| Totale Central Córdoba (SdE) | Totale Central Córdoba (SdE) | Totale Central Córdoba (SdE) | 33         | 4          |                 | 4               | 0               |                    | 5                  | 1                  |             | -           | -           | 42     | 5      |        |
| Totale carriera              | Totale carriera              | Totale carriera              | 92         | 9          |                 | 17              | 0               |                    | 5                  | 1                  |             | -           | -           | 114    | 10     |        |

## Palmarès

### Club

#### Competizioni nazionali
- Copa Argentina: 1

Central Córdoba (SdE): 2024